# Розширення НАТО

Хронологія розширення НАТО.

Розширення НАТО — процес вступу нових членів до Організації Північноатлантичного договору — військового союзу держав у Європі та Північній Америці, що становить систему колективної оборони. Процес вступу до альянсу регулюється статтею 10 Північноатлантичного договору і наступних угод. Країни, які хочуть приєднатися, повинні відповідати певним вимогам і завершити багаторівневий процес, що включає політичний діалог і військову інтеграцію. Процес приєднання проходить під контролем Північноатлантичної ради, керівного органу НАТО.
Після утворення в 1949 р. з дванадцятьма членами-засновниками НАТО зросло шляхом включення Греції та Туреччини в 1952 р. та Західної Німеччини в 1955 р., а потім Іспанії в 1982 році. Після закінчення «холодної війни» та возз'єднання Німеччини в 1990 р. в НАТО відбулися дебати про продовження експансії на схід. У 1999 р. Польща, Угорщина та Чехія приєдналися до НАТО на тлі багатьох дебатів в організації та протидії Російської Федерації. Ще одне розширення відбулося з приєднанням семи країн Центральної та Східної Європи: Болгарії, Естонії, Латвії, Литви, Румунії, Словаччини та Словенії. Вперше ці країни були запрошені розпочати переговори про членство під час саміту в Празі 2002 року та вступили до НАТО незадовго до саміту 2004 року в Стамбулі. Албанія та Хорватія приєдналися 1 квітня 2009 р. до саміту Страсбург — Кель 2009 р. Останніми державами-членами, які вступили до НАТО є Фінляндія— 4 квітня 2023 року та Швеція— 7 березня 2024 року.
Станом на 2021 рік НАТО офіційно визнає трьох кандидатів на вступ: Боснію і Герцеговину, Грузію і Україну. Однак поки що План дій щодо членства в НАТО має тільки Боснія і Герцеговина. Наразі розширення є предметом дискусій у кількох країнах, що не входять до альянсу. В Сербії проводяться відкриті політичні дебати на тему членства, тоді як у таких країнах, як Україна, євроатлантична інтеграція прописана в Конституції України. Включення країн, які раніше входили до Східного блоку та Радянського Союзу, стало причиною посилення напруженості між країнами НАТО та Росією.

## Історичні розширення

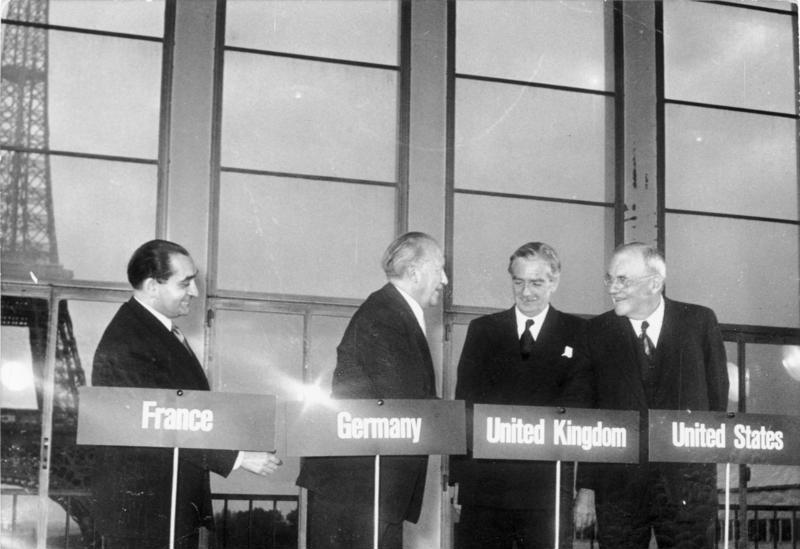
Переговори в Лондоні та Парижі в 1954 р. закінчили союзницьку окупацію Західної Німеччини та дозволили її переозброєння як члена НАТО.

З моменту свого заснування в 1949 р. НАТО постійно розширювався. Дванадцять країн були засновницями НАТО: Бельгія, Канада, Данія, Франція, Ісландія, Італія, Люксембург, Нідерланди, Норвегія, Португалія, Велика Британія та США. Перші роки «холодної війни» суттєво розділили капіталістичні держави за підтримки Сполучених Штатів та комуністичні держави-сателіти Радянського Союзу. Цей розкол полегшив включення Португалії під керівництвом Антоніо Салазара до НАТО і закликав антикомуністичні уряди Греції та Туреччини приєднатися до НАТО в 1952 році. Греція припинила своє членство в 1974 році через турецьке вторгнення на Кіпр, але приєдналася в 1980 році за співпраці Туреччини.
Боннсько-паризькі конвенції припинили окупацію союзників у Західній Німеччині і були частково ратифіковані за умови вступу Західної Німеччини в НАТО, що і було зроблено в 1955 році. Хоча спочатку Іспанія за Франциско Франко була рішуче антикомуністичною і прив'язаною шляхом регулярних оборонних угод з країнами НАТО. Після переходу до демократії Іспанія зазнала тиску з метою нормалізації своїх європейських відносин, включаючи вступ до НАТО, що і було зроблено в 1982 р. Референдум у 1986 р. підтвердив підтримку населення.

### Возз'єднання Німеччини та відносини з Росією
Перше розширення НАТО після холодної війни відбулося з возз'єднанням Німеччини 3 жовтня 1990 року, коли колишня Східна Німеччина стала частиною Федеративної Республіки Німеччини та альянсу. Це було закріплено у Договорі про дві плюс чотири на початку року. Щоб забезпечити схвалення СРСР єдиної Німеччини, що залишилася в НАТО, було домовлено про те, що іноземні війська та ядерна зброя не будуть розміщуватися в колишній Східній Німеччині, і була піднята тема подальшого розширення НАТО на Схід. Про розширення НАТО в згадуваних угодах про возз'єднання Німеччини вересня — жовтня 1990 р. немає згадки, тому офіційного зобов'язання не розширюватися не було.
Розширення НАТО знову стало суперечливою темою в 2010-х роках у зв'язку із діями Російської Федерації в Україні. Незалежно від того, чи Захід неофіційно зобов'язувався не розширювати НАТО на Схід, є предметом суперечок між істориками та науковцями з міжнародних відносин. Історик Гарвардського університету Марк Крамер відкидає існування неформальної домовленості, тоді як політолог Техаського університету А&M Джошуа Р. Іцковіц Шифрінсон стверджує, що існувала неофіційна угода. У грудні 2017 року Світлана Савранська та Том Блантон з Архіву національної безпеки Університету Джорджа Вашингтона стверджували, що нещодавно розсекречені документи свідчать про існування неформальної домовленості. Під час візиту до Польщі президент Борис Єльцин заявив президенту Леху Валенсі, що «Російська Федерація не виступає проти членства Польщі в НАТО і не сприймає членство в НАТО як загрозу для Російської Федерації». Під тиском опозиції в Російської Федерації ця неформальна декларація була скасована у вересні офісом президента Єльцина.
Джек Метлок, посол США в Радянському Союзі в останні роки, сказав, що Захід дав «чітке зобов'язання» не розширюватися, і розсекречені документи вказують на те, що радянські учасники переговорів отримали усне запевнення від таких дипломатів, як Ганс-Дітріх Геншер і Джеймс Бейкер, що членство в НАТО не було актуальним для таких країн, як Чехословаччина, Угорщина чи Польща. У 1996 році Горбачов писав у своїх мемуарах, що «під час переговорів про об'єднання Німеччини вони запевнили, що НАТО не буде розширювати свою зону операції на схід», і повторив цю думку в своєму інтерв'ю в 2008 році. Однак у 2014 році, Горбачов сказав: «Тема» розширення НАТО «взагалі не обговорювалась [у 1990 році], і вона не піднімалася в ті роки. Я кажу це з повною відповідальністю. Західні лідери не піднімали її.» Едуард Шеварднадзе, міністр закордонних справ Радянського Союзу між 1985 і 1991 роками, завжди стверджував, що «експансія НАТО за межі німецьких кордонів ніколи не підлягала переговорам». За словами Роберта Зелліка, представника Державного департаменту, який бере участь у переговорному процесі «Дві плюс чотири», офіційних зобов'язань щодо розширення не було.
Олексій Собченко розповідає, що усна обіцянка не розширювати НАТО на схід була, але стосувалась тільки сходу Німеччини на час виводу радянських військ. Собченко був співробітником Госдепу і працював перекладачем при двох послах США в Москві. В часи об'єднання Німеччини працював журналістом на радіо Свобода. Колеги перекладачі, що були особисто присутні на перемовинах, переказали йому детально про що саме домовлялись. Питання виводу радянських військ зі східної Німеччини було питанням торгу за відкупні гроші за вихід. Берлінська стіна рухнула не тому, що відбулись домовленості, чи з доброї волі СРСР. Події випереджували здатність в Москві чи Вашингтоні сприймати реальність. Стіна рухнула в 1989 через бажання східних німців жити в одній країні з західними. Для східних німців об'єднання давало перспективу покращення фінансового стану. Маргарет Тетчер і деякі німецькі політики, наприклад Оскар Лафонтен, були проти об`єднання, і не було ніякого плану. Ситуація деякий час була в підвішеному стані, поки політики не дійшли до домовленості в 1990 році про те як саме здійснити об'єднання. Після домовленості про об'єднання, нагальним стало питання виводу радянських військ з території Німеччини. Було зрозуміло, що ці війська треба виводити. Якщо на одній території будуть німецькі війська Бундесферу, які є частиною НАТО, і радянські війська, то можуть виникнути непотрібні несподіванки, які можуть привести до збройного загострення і війни, якої ніхто не бажав. Питання домовленості про вихід і його графік було питанням скільки грошей західні німці в особі канцлера Гельмута Коля готові заплатити. Держсекретар США Джеймс Бейкер Третій дав усну обіцянку міністру іноземних справ СРСР Шеварднадзе, що НАТО не зайде на територію східної Німеччини, поки не домовляться про вихід радянських військ. Те ж саме пообіцяв міністр закордонних справ ФРН Ганс-Дітріх Геншер з німецького боку. Німецько-радянські перемовини відбувались в 1990 році. Поки йшли торги за гроші, і остаточні умови не були погоджені, радянська сторона не давала остаточної обіцянки вивести війська. Передчасна обіцянка виходу під час торгу могла вплинути на зменшення вартості виходу. Польщу, Румунію, Угорщину та інші країни радянського блоку не обговорювали, тому що ці країни на той момент були членами Варшавського блоку, і ніхто не очікував, що їхній статус зміниться, чи щось станеться з самим СРСР. Ніхто не очікував, що Варшавський блок перестане існувати в наступному році.
Прихильники версії наявності обіцянки не розширяти НАТО часто приводять фразу Бейкера з перемовин 9 лютого 1990 з Горбачовим «не буде розширення юрисдикції НАТО для сил НАТО ні на дюйм на схід.». Ця фраза відображена в архівних документах і стосувалась сходу об'єднаної Німеччини. На момент перемовин це територія НДР. Після фрази додана умова, «якщо німці погодяться». Зі слів Горбачова розширення НАТО на інші країни за межі території Німеччини не обговорювалось. Бажанням радянської сторони на перемовинах був нейтральний статус об'єднаної Німеччини. Горбачов погодився на повне входження Німеччини в НАТО тільки на останньому раунді перемовин у Кемп Девіді 2 червня 1990. Якщо темою переговорів 9 лютого була обіцянка не розширення НАТО за межі Німеччини, це означає, що СРСР вже погодився на те, щоб уся Німеччина вступила в НАТО ще 9 лютого. Це суперечить твердженням Горбачова і архівним записам перемовин: «Тема «розширення НАТО» взагалі не обговорювалася і не піднімалася в ті роки. <...> Обговорювалося ще одне питання, яке ми підняли: переконатися, що військові структури НАТО не просуваються вперед і не розгортаються додаткові збройні сили на території тодішньої НДР після возз’єднання Німеччини. Заява Бейкера була зроблена в цьому контексті <...> Все, що можна було і потрібно було зробити для зміцнення цього політичного зобов’язання, було зроблено. І виконано».

### Центральна та Східна Європа
Країни Центральної та Східної Європи наполягали на розширенні НАТО, що зумовлене головним чином діями Російської Федерації на внутрішньому рівні (Перша чеченська війна) та на міжнародному рівні (Придністровська війна, Війна в Абхазії), а також закликами до відновлення СРСР, які сприймалися як неоімперіалістичні та зумовлювали серйозне занепокоєння щодо країн, які пам'ятали про подібні радянські наступи. Політичні партії, які не бажають переходити до членства в НАТО, такі як Болгарська соціалістична партія та словацька HZDS, були позбавлені повноважень. Зацікавленість Угорщини приєднатися підтвердив референдум у листопаді 1997 року, де 85,3% проголосували на користь членства, аналогічно Польщі з підтримкою понад 80 %.

### Вишеградська група
У лютому 1991 р. Польща, Угорщина та Чехословаччина створили Вишеградську групу, яка виступала за європейську інтеграцію в рамках Європейського Союзу та НАТО, а також проводить військові реформи відповідно до стандартів НАТО. Внутрішня реакція НАТО на ці колишні країни Варшавського договору спочатку була негативною, але до Римського саміту 1991 року в листопаді члени домовились про низку цілей, які можуть призвести до вступу, таких як ринкова та демократична лібералізація, і що НАТО має бути партнером у досягненні поставлений цілей. У наступні роки були створені більш широкі форуми для регіональної співпраці між НАТО та його східними сусідами, включаючи Раду північноатлантичного співробітництва (згодом Раду євроатлантичного партнерства) та Партнерство заради миру.
Хоча інших членів Вишеграду запросили приєднатися до НАТО на її саміті в Мадриді 1997 року, Словаччина була виключена на підставі того, що кілька членів вважали недемократичними дії націоналістичного прем'єр-міністра Володимира Мечіара. Румунія та Словенія розглядались для запрошення в 1997 році, і кожна з них мала підтримку важливого члена НАТО, Франції та Італії відповідно, але підтримка розширення не була одностайною, особливо в Конгресі США. У відкритому листі до президента США Білла Клінтона понад сорок експертів із зовнішньої політики, включаючи Білла Бредлі, Сем Нанна, Гері Харта, Пола Нітце та Роберта Макнамару, висловили свою стурбованість з приводу розширення НАТО як дорогого, так і непотрібного з огляду на відсутність зовнішньої загрози з Російської Федерації на той час.
Дослідження 2006 року в журналі «Дослідження безпеки» стверджувало, що розширення НАТО в 1999 і 2004 роках сприяло демократичній консолідації в Центральній та Східній Європі.

### Вільнюська група
Незабаром після падіння Берлінської стіни в 1989 році Джордж Х. В. Адміністрація Буша (1989—1993) почала внутрішні дискусії щодо того, чи можливо розширення НАТО. До середини 1992 р. в адміністрації з'явився консенсус щодо того, що розширення НАТО є розумним заходом реальної політики для зміцнення американської гегемонії. За відсутности розширення НАТО, представники адміністрації Буша побоювались, що Європейський Союз може заповнити вакуум безпеки у Східній Європі і тим самим кинути виклик американському впливу після холодної війни. В адміністрації Клінтона (1993—2001 рр.) велися активні дискусії між швидкою пропозицією повного членства у кількох вибраних країнах, яка стихає до більш повільного та обмеженого членства до широкого кола держав протягом тривалого періоду часу. Перемога Республіканської партії, яка виступала за агресивну експансію, на виборах до Конгресу США в 1994 р. допомогла змінити політику США на користь більш широкого розширення повноправного членства.
На саміті у Вашингтоні 1999 року, де Угорщина, Польща та Чехія офіційно приєдналися, НАТО також випустило нові настанови щодо членства з індивідуальними «Планами дій щодо членства в НАТО» для Албанії, Болгарії, Естонії, Латвії, Литви, Північної Македонії, Румунії, Словаччини, та Словенія. У травні 2000 р. ці країни приєдналися до Хорватії для створення Вільнюської групи з метою співпраці та лобіювання спільного членства в НАТО, і до саміту в Празі 2002 р. Сім було запрошено, що відбулося на саміті в Стамбулі 2004 р. Російська Федерація була зла через приєднанням трьох країн Балтії, перших країн, що входили до складу Радянського Союзу, які вступили до НАТО.

### Адріатична хартія
Хорватія також розпочала План дій щодо членства на саміті 2002 року, що призвело до національних дебатів щодо того, чи потрібно там проводити референдум про членство в НАТО. Хорватський прем'єр-міністр Іво Санадер остаточно погодився в січні 2008 року в рамках формування коаліційного уряду з ХСП та ХСЛП неофіційно пропонувати його. Чорногорія проголосила незалежність 3 червня 2006 року, а згодом нова країна приєдналася до програми «Партнерство заради миру» на Ризькому саміті 2006 року. Албанію та Хорватію запросили вступити до НАТО на саміті в Бухаресті 2008 року в квітні, хоча Словенія погрожувала утримати членство Хорватії через їхню прикордонну суперечку в Піранській затоці. Словенія ратифікувала протокол про приєднання Хорватії в лютому 2009 р., і Хорватія, і Албанія офіційно приєдналися до НАТО напередодні саміту в Страсбурзі-Келі 2009 р., Маючи невеликий спротив Російської Федерації.
Чорногорія подала заявку на План дій щодо членства 5 листопада 2008 р., який був наданий у грудні 2009 р. Чорногорія також розпочала повноправне членство в Адріатичній хартії країн, що претендують на НАТО, у травні 2009 р.. 2 грудня 2015 р. НАТО офіційно запросила Чорногорію приєднатися до альянсу, з завершення переговорів у травні 2016 р. Чорногорія офіційно вступила до НАТО 5 червня 2017 р.
Північна Македонія приєдналася до програми «Партнерство заради миру» в 1995 році та розпочала свій план дій щодо членства в 1999 році одночасно з Албанією. На саміті в Бухаресті 2008 року Греція заблокувала запропоноване запрошення, оскільки вважала, що конституційна назва свого сусіда передбачає територіальні прагнення до власного регіону грецької Македонії. Країни-члени НАТО домовились, що країна отримає запрошення після вирішення суперечки щодо іменування Македонії. Македонія подала позов на Грецію до Міжнародного суду (МС) щодо їх вето на членство Македонії в НАТО. Македонія була частиною Вільнюської групи і в 2003 році сформувала Адріатичну хартію з Хорватією та Албанією для кращої координації вступу до НАТО. 12 червня 2017 року прем'єр-міністр Зоран Заєв дав знак, що розгляне альтернативні назви країни, щоб досягти компромісу з Грецією, врегулювати суперечку щодо імен і відмовити Греції проти вступу Македонії до альянсу. Суперечка щодо присвоєння імен була вирішена Преспанською угодою в червні 2018 року, згідно з якою країна прийняла назву Північна Македонія, що було підтримано референдумом у вересні 2018 року. НАТО запросило Північну Македонію розпочати переговори про членство 11 липня 2018 року, а офіційні переговори про вступ розпочалися 18 жовтня 2018 р. Члени НАТО підписали протокол про приєднання Північної Македонії 6 лютого 2019 р., а більшість країн ратифікували договір про приєднання в 2019 р., Іспанія ратифікувала свій протокол про приєднання в березні 2020 р. Збори також ратифікували договір одноголосно 11 лютого 2020 р. Врешті-решт Північна Македонія стала членом НАТО 27 березня 2020 року.

### Фінляндія
Фінляндія бере участь майже у всіх підпрограмах програми «Партнерство заради миру» та надала миротворчі сили як для місій в Афганістані, так і для Косова. Можливість членства Фінляндії в НАТО була одним з найважливіших питань, що обговорювались у зв'язку з виборами президента Фінляндії 2006 року, і досі залишається важливим питанням у фінській політиці. У 2007 році Фінляндія здійснила різноманітну технічну підготовку до членства, тодішній міністр оборони Ір'я Хякемієс прагнув продовжувати членство в НАТО. Тим не менше, суспільний інтерес до цього питання знизився. У квітні 2014 року, коли Карл Хаглунд був міністром оборони, уряд оголосив, що підпише з НАТО «Меморандум про взаєморозуміння» про готовність Фінляндії отримати військову допомогу та допомогти НАТО в обслуговуванні обладнання. Однак Хаглунд підкреслив, що цей меморандум не буде кроком до членства.
З основних фінських політичних партій членство в НАТО підтримує Партія національної коаліції та Шведська народна партія Фінляндії. У 2016 році партійна конференція Національної коаліційної партії домовилася, що Фінляндія повинна подати заявку на членство «в найближчі кілька років». За баченням Шведської народної партії Фінляндії, Фінляндія стане членом НАТО в 2025 році. Багато окремих політиків також виступали за НАТО, в тому числі нинішній президент Саулі Нійністе і колишній прем'єр-міністр Олександр Стубб, а також колишній президент Марті Ахтісаарі, який стверджував, що Фінляндія повинна приєднатися до всіх організацій, підтримуваних іншими західними демократіями, щоб «раз і назавжди відігнати тягар фінляндизації». Дві інші колишні президенти від Соціал-демократичної партії Тар'я Халонен та Мауно Койвісто публічно виступили проти цієї ідеї, аргументуючи тим, що членство в НАТО погіршить відносини Фінляндії з Росією.
Фінляндія отримала дуже критичні відгуки від Російської Федерації, навіть розглядаючи можливість вступу до НАТО, а дослідження 2009 р. Свідчить, що це може мати наслідки для відносин Російської Федерації з ЄС та НАТО в цілому. Після російсько-грузинської війни 2008 року прем'єр-міністр Фінляндії Матті Ванханен повторив, що Фінляндія не планує вступати до НАТО, і заявив, що головним уроком війни є необхідність тісніших зв'язків з Росією. В червні 2014 року в інтерв'ю фінській газеті Hufvudstadsbladet особистий посланник Володимира Путіна Сергій Олександрович Марков звинуватив Фінляндію в крайній «русофобії» та припустив, що вступ Фінляндії до НАТО може розпочати Третю світову війну. У липні 2016 року Путін під час візиту до Фінляндії заявив, що Російська Федерація збільшить кількість військовослужбовців на фінському кордоні, якщо Фінляндія приєднається до НАТО. Він також попередив, що НАТО «буде битися до останнього фіна проти Російської Федерації».
Опитування, проведене фінським опитувальником EVA у січні 2015 року, показало, що 43 відсотки опитаних фінів виступили проти членства в НАТО, тоді як 26 відсотків підтримали та 32 відсотки не визначились. EVA відзначила тенденцію до зниження відсотка проти, яка розпочалася в 1998 році, включаючи різке зниження після президентських виборів 2012 року. У березні 2014 року, під час анексії Криму Росією, одне опитування показало, що лише 22 відсотки підтримували членство, хоча друге показало, що 53 відсотки підтримали б членство, якби керівництво Фінляндії рекомендувало це. Підтримка військового союзу із сусідом Швецією також була високою — 54 відсотки, і Фінляндія, можливо, могла б шукати розширеної ролі NORDEFCO. Міністр оборони Фінляндії Карл Хаглунд припустив, що референдум про членство в НАТО може бути проведений десь після парламентських виборів 2015 року. Опитування, проведене в жовтні 2017 року, показало, що підтримка членства залишається на рівні 22 %, тоді як зростає до 33 % за запропонованим сценарієм, при якому Швеція приєднається. За останнім опитуванням, проведеним у грудні 2019 року, підтримка зменшилася ще до 20 %, тоді як 56 % виступили проти вступу до альянсу, а 24 % не були впевнені.
У січні 2022 року прем'єр-міністр Санна Марін заявила, що існує реальна ймовірність вступу Фінляндії в НАТО. 24 лютого 2022 року у відповідь на вторгнення Російської Федерації в Україну вона повторила, що, хоча Фінляндія «наразі не стикається з безпосередньою військовою загрозою», приєднання до НАТО все ще залишається можливістю, зазначивши, що «дебати щодо членства в НАТО у Фінляндії зміняться». 25 лютого представник російського МЗС пригрозив Фінляндії та Швеції «військовими та політичними наслідками», якщо вони спробують приєднатися до НАТО. Обидві країни брали участь у екстреному саміті НАТО як члени програми НАТО «Партнерство заради миру», і обидві засудили вторгнення та надали допомогу Україні.
Опитування, проведене у лютому 2022 року, показало, що після вторгнення 53 % підтримують вступ до НАТО, 28 % — проти, а 19 % не впевнені. Якби Швеція також приєдналася до НАТО, то ця цифра зросте до 66 %, а опозиція зменшиться до 20 %. 27 лютого 2022 року громадянська ініціатива з проханням провести референдум про членство в НАТО набрала необхідних 50 000 підписів, що означає, що парламент Фінляндії зобов'язаний розглянути це питання. Через три дні друга громадянська ініціатива, цього разу з проханням подати Фінляндію на членство замість проведення референдуму з цього приводу, також подолала поріг у 50 000 підписів. Після зустрічі 1 березня 2022 року для обговорення питання про те, чи подавати заявку на вступ до НАТО, прем'єр-міністр Санна Марін заявила, що рішення з цього питання ще не прийнято, заявивши, що «таке важливе питання потребує ретельного вирішення». Опитування, проведене з 9 по 11 березня, показало, що підтримка приєднання до альянсу зросла до 62 %, опозиція зменшилася до 16 %, а 21 % залишилися невпевненими. Президент Нііністе характеризував (визначив) опитування як демонстрацію достатньої підтримки населення для заявки. Пронатовська національна коаліційна партія закликала подати спільну фінсько-шведську заявку до липня, а прем'єр-міністр Марін запропонував, що процес ухвалення рішення має бути завершено навесні та протягом «тижнів, а не місяців».
У квітні 2022 року приєднання стало більш пріоритетним для уряду Марін, і посол Фінляндії в Канаді Рой Ерікссон заявив, що його країна «ймовірно» подасть заявку на членство, і передбачив, що процес буде прискорено, якщо країни-члени НАТО швидко ратифікують документ рішення. Колишній прем'єр-міністр Олександр Стабб заявив, що країна буде подавати заявку на вступ до альянсу, «передбачивши, що це відбудеться до саміту НАТО в Мадриді 29-30 червня». Колишній міністр закордонних справ Ерккі Туоміоя також передбачив, що заявка майже напевна. Міністр закордонних справ Пекка Хаавісто припустив, що процес вступу до НАТО після подання офіційного запиту може тривати від чотирьох місяців до року; Генеральний секретар НАТО Єнс Столтенберґ заявив, що Фінляндія може приєднатися до альянсу «дуже швидко» і що в проміжку між поданням заявки та ратифікацією членства для Фінляндії буде певний ступінь захисту. 13 квітня Міністерство закордонних справ підготувало доповідь про міжнародну безпеку та варіанти зовнішньої та оборонної політики, доступні Фінляндії, яка, як очікується, ляже в основу дебатів щодо членства в НАТО. 25 квітня Associated Press повідомило, що Фінляндія подасть заявку на членство в НАТО приблизно 22 травня 2022 року разом зі Швецією, а 12 травня 2022 року президент і прем'єр-міністр Фінляндії закликали «невідкладно вступити в НАТО». Однак Туреччина виступає проти вступу Фінляндії в НАТО, і Туреччина звинувачує Фінляндію в підтримці РПК і послідовників Фетхуллаха Ґюлена.
1 березня 2023 року парламент Фінляндії схвалив вступ Фінляндії до НАТО 184 голосами «за» і 7 «проти». Більшість країн схвалили заявку Фінляндії протягом 2022 року, але Угорщина та Туреччина тримали суперечки до початку 2023 року, коли Національна асамблея Угорщини схвалив заявку 27 березня, а Великі національні збори Туреччини схвалив заявку 31 березня 2023 року. Фінляндія стала членом альянсу 4 квітня 2023 року, у 74-ту річницю підписання Північноатлантичного договору.

### Швеція
У 1949 році Швеція вирішила не вступати до НАТО і оголосила політику безпеки, спрямовану на неприєднання до миру та нейтралітет у війні. Модифікована версія тепер кваліфікує позаблоковість у мирі до можливого нейтралітету у війні. Ця позиція зберігалася без особливих дискусій під час Холодної війни. Однак з 1990-х років у Швеції ведуться активні дискусії щодо питання членства в НАТО у світі після Холодної війни. Ці ідеологічні розбіжності були помітні в листопаді 2006 року, коли Швеція могла або придбати два нових транспортних літаки, або приєднатися до пулу літаків НАТО, і в грудні 2006 року, коли Швецію було запрошено до Сил реагування НАТО. Швеція брала активну участь у місіях під проводом НАТО в Боснії (IFOR та SFOR), Косові (KFOR), Афганістані (ISAF) та Лівії (операція «Єдиний захисник»).
Владна Шведська соціал-демократична партія залишається за нейтралітет та позаблоковість. Цю перевагу поділяють їхні партнери — Партія зелених, а також Ліва партія. Правоцентристська «Поміркована партія» та «Ліберальна партія» — найбільші партії, які зараз представлені в парламенті на користь членства в НАТО. Російській анексії Криму у 2014 році приписують оновлені публічні заклики до вступу до НАТО відомих політиків. Партія «Центр» виступала проти членства в НАТО до вересня 2015 року, коли керівництво партії під керівництвом Енні Леоф заявило, що запропонує змінити політику партії, щоб домогтися вступу Швеції до НАТО на наступній партійній конференції. Християнські демократи, також раніше проти, також проголосували за підтримку членства в НАТО на своєму засіданні партії 9 жовтня 2015 року.
Опитування показало зростання підтримки членства в НАТО серед шведів з 2008 року, згідно з опитуваннями Ipsos, з 22 відсотків у травні 2008 року до 33 відсотків у січні 2015 року. За даними Svenska Dagbladet, підтримка в 2011 році становила 23 відсотки, і дещо значно зросла до 41 відсотка у вересні 2015 року, коли лише 39 відсотків респондентів були проти членства в НАТО. Опитування, проведене в жовтні 2014 року на замовлення TV4 News, також показало дещо більше респондентів, які підтримують членство, ніж проти. У 2014 році звістка про те, що військовий експерт у Швеції підрахував, що країна може протриматися тиждень, якщо на неї нападу тимчасово скасують підтримку членства в НАТО на виборчих дільницях. Опитування Pew у травні 2017 року показало, що підтримка членства зросла до 48 відсотків.
Ipsos провела регулярні опитування, і вони задокументували зниження опозиції щодо членства з 56 % у квітні 2015 року до 35 % у грудні 2020 року, коли їхнє опитування показало тристоронній розкол між шведами: 33 % підтримують членство в НАТО і 32 % % не визначилися з питанням. Зменшення значною мірою відповідає зростанню невизначених, оскільки відсоток шведів, які підтримують членство в НАТО, залишався переважно стабільним з 2014 року. Підтримка членства в НАТО раніше зросла між 2012 і 2015 роками, коли Інститут SOM показав, що вона зросла з 17 % до 31 %. Такі події, як анексія Криму та повідомлення про активність російських підводних човнів у 2014 році, а також звіт 2013 року про те, що Швеція може протриматися лише тиждень, якщо її атакують, були зараховані до зростання підтримки. Опитування Pew у травні 2017 року також показало, що 48 % підтримують членство, а в листопаді 2020 року вони показали, що 65 % шведів позитивно ставляться до НАТО, що є найвищим відсотком серед усіх опитаних, які не є членами НАТО.
Багато політичних поглядів щодо членства в НАТО змінилися після вторгнення Російської Федерації в Україну 2022 року. Правляча Соціал-демократична партія Швеції виступала за нейтралітет і неприєднання, але оголосила, що потенційна зміна цієї позиції буде оприлюднена 15 травня 2022 року. З їхніх партнерів по коаліції Партія зелених залишається проти, тоді як Ліва партія наполягала на проведенні референдуму з цього приводу, але прем'єр-міністр Магдалена Андерссон відхилила ініціативу. Правоцентристська Помірна партія є найбільшою партією за нинішнім представництвом у парламенті, яка виступає за членство в НАТО, навіть робить її головною передвиборчою обіцянкою 2022 року, і, як і Ліберальна партія, загалом підтримує членство в НАТО після закінчення Холодної війни. Центристська партія виступала проти членства в НАТО до вересня 2015 року, коли партійне керівництво під керівництвом Енні Леф оголосило, що вони внесуть пропозицію щодо зміни партійної політики, щоб підштовхнути Швецію до вступу в НАТО на наступній партійній конференції. Християнські демократи, які також раніше виступали проти, також проголосували за членство в НАТО на партійних зборах у жовтні 2015 року.  Коли націоналістичні шведські демократи скоригували свою позицію в грудні 2020 року, щоб дозволити членство в НАТО, якщо це буде узгоджено з сусідньою Фінляндією та ратифіковано на референдумі, більшість членів шведського риксдагу вперше належали до партій, відкритих для членства в НАТО, а пропозицію про можливість майбутнього членства в НАТО було ухвалено парламентом того місяця 204 голосами проти 145.
25 лютого 2022 року, після російського вторгнення в Україну в 2022 році, представник російського МЗС пригрозив Фінляндії та Швеції «військовими та політичними наслідками», якщо вони спробують приєднатися до НАТО. Обидві країни брали участь в терміновому позачерговому саміті НАТО як члени програми НАТО «Партнерство заради миру», і обидві засудили вторгнення та надали допомогу Україні. Опитування Novus, проведене 24–25 лютого 2022 року, виявило 41 % за членство в НАТО і 35 % проти.  Раптова зміна громадської думки також вплинула на євроскептичну націоналістичну партію «Шведські демократи», яка оголосила, що підтримає членство Швеції в НАТО, якщо Фінляндія також приєднається. Прем'єр-міністр Магдалена Андерссон оголосила 10 березня 2022 року, що прагне збільшити військові витрати до орієнтовної норми НАТО у 2 % ВВП проти 1,26 % ВВП Швеції в 2021 році. Вважалося, що ця зміна є відповіддю на вторгнення Російської Федерації в Україну як загрозу європейській безпеці та має бути «запроваджена якнайшвидше» з додаванням того, що «потрібно багато-багато років», щоб нарощувати збройні сили, щоб мати можливість для реалізації мети 2 %. У квітні 2022 року Шведська соціал-демократична партія розпочала «огляд безпеки», який включав розгляд приєднання до альянсу. Генеральний секретар партії Тобіас Бодін заявив, що очікує, що огляд завершиться «до літа».
25 квітня Associated Press повідомило, що Швеція подасть заявку на членство в НАТО приблизно 22 травня 2022 року разом з Фінляндією.
Однак Туреччина виступає проти вступу Швеції в НАТО, і Туреччина звинувачує Швецію в підтримці РПК і послідовників Фетхуллаха Ґюлена. Хоча пізніше Туреччина і Угорщина ратифікували вступ Швеції до НАТО і Швеція стала 32 членом Альянсу .
| Дата            | Країна               | Розширення           | Історія розширення НАТО |
| 18 лютого 1952  | Греція               | Перше                | Історія розширення НАТО |
| 18 лютого 1952  | Туреччина            | Перше                | Історія розширення НАТО |
| 9 травня 1955   | Німеччина            | Друге                | Історія розширення НАТО |
| 30 травня 1982  | Іспанія              | Третє                | Історія розширення НАТО |
| 3 жовтня 1990   | Об'єднання Німеччини | Об'єднання Німеччини | Історія розширення НАТО |
| 12 березня 1999 | Чехія                | Четверте             | Історія розширення НАТО |
| 12 березня 1999 | Угорщина             | Четверте             | Історія розширення НАТО |
| 12 березня 1999 | Польща               | Четверте             | Історія розширення НАТО |
| 29 березня 2004 | Болгарія             | П'яте                | Історія розширення НАТО |
| 29 березня 2004 | Естонія              | П'яте                | Історія розширення НАТО |
| 29 березня 2004 | Латвія               | П'яте                | Історія розширення НАТО |
| 29 березня 2004 | Литва                | П'яте                | Історія розширення НАТО |
| 29 березня 2004 | Румунія              | П'яте                | Історія розширення НАТО |
| 29 березня 2004 | Словаччина           | П'яте                | Історія розширення НАТО |
| 29 березня 2004 | Словенія             | П'яте                | Історія розширення НАТО |
| 1 квітня 2009   | Албанія              | Шосте                | Історія розширення НАТО |
| 1 квітня 2009   | Хорватія             | Шосте                | Історія розширення НАТО |
| 5 червня 2017   | Чорногорія           | Сьоме                | Історія розширення НАТО |
| 27 березня 2020 | Північна Македонія   | Восьме               | Історія розширення НАТО |
| 4 квітня 2023   | Фінляндія            | Дев'яте              | Історія розширення НАТО |
| 7 березня 2024  | Швеція               | Десяте               |                         |

## Критерії та процес

### Стаття 10
Північноатлантичний договір є основою організації, і як такий, будь-які зміни, включаючи нове членство, вимагають ратифікації усіма чинними підписантами договору. Стаття 10 договору описує, як країни, що не є членами, можуть вступити до НАТО, і викладає політику НАТО щодо «відкритих дверей»:
Сторони можуть за одностайною домовленістю запросити будь-яку іншу європейську державу, яка може продовжувати принципи цього Договору та сприяти безпеці північноатлантичного простору для приєднання до цього Договору. Будь-яка запрошена держава може стати учасницею Договору, здавши на зберігання документ про приєднання до уряду Сполучених Штатів Америки. Уряд Сполучених Штатів Америки повідомить кожну зі Сторін про здачу на зберігання кожного такого документа про приєднання.
Ця стаття встановлює два загальних обмеження для країн, що не є членами ЄС. По-перше, лише європейські держави мають право на нове членство, а по-друге, ці держави потребують не лише схвалення всіх існуючих держав-членів, але кожна держава-член може висунути деякі критерії, які необхідно досягти. На практиці НАТО формулює загальний набір критеріїв, але, наприклад, Греція на довгі роки блокувала вступ Республіки Македонія до НАТО через незгоду щодо використання назви «Македонія». Туреччина також виступає проти участі Республіки Кіпр в установах НАТО, доки кіпрська суперечка не буде вирішена.
Починаючи з Римського саміту 1991 р., коли делегації його держав-членів офіційно пропонували співпрацю з європейськими новими демократичними державами, НАТО зверталось і надалі визначало очікування та процедуру додавання нових членів. Брюссельська декларація 1994 р. Підтвердила принципи статті 10 і призвела до «Дослідження щодо розширення НАТО». Опубліковане у вересні 1995 р., У дослідженні було висвітлено «як і чому» можливе розширення в Європі, висвітлено три принципи договору 1949 р. Для членів: «демократія, свобода особистості та верховенство права».
Як зазначив генеральний секретар НАТО Віллі Клаз, у дослідженні 1995 року не було зазначено «хто і коли», хоча воно обговорювало, як нещодавно утворена Рада «Партнерство заради миру» та «Північноатлантичне співробітництво» може допомогти у процесі розширення, і зазначило, що поточні Територіальні суперечки можуть бути проблемою для запрошення тієї чи іншої країни. На саміті в Мадриді 1997 року глави держав НАТО опублікували «Мадридську декларацію про євроатлантичну безпеку та співробітництво», яка запросила три країни Східної Європи приєднатися до альянсу, з 12-ти, які на той момент просили приєднатись.

### План дій щодо членства
Найбільший крок у формалізації процесу запрошення нових членів відбувся на саміті у Вашингтоні 1999 року, коли механізм Плану дій щодо членства (ПДЧ) був затверджений як етап для поточних членів регулярного розгляду офіційних заявок кандидатів-членів. Участь країни у ПДЧ передбачає щорічне представлення звітів про її прогрес щодо п'яти різних заходів:
- Готовність вирішувати міжнародні, етнічні або зовнішні територіальні суперечки мирними засобами, відданість верховенству права та правам людини та демократичному контролю над збройними силами
- Можливість сприяти обороні та місіям організації
- Виділення достатніх ресурсів збройним силам, щоб мати можливість виконувати зобов'язання щодо членства
- Безпека конфіденційної інформації та гарантії її забезпечення
- Сумісність національного законодавства зі співпрацею з НАТО

НАТО надає зворотний зв'язок, а також технічні поради кожній країні та оцінює її прогрес на індивідуальній основі. Як тільки країна погодиться відповідати вимогам, НАТО може надіслати їй запрошення розпочати переговори про вступ. На даний час тільки одна країна має План дій щодо членства: Боснія і Герцеговина, однак Грузія й Україна претендують на отримання ПДЧ. Колишніми учасниками ПДЧ були Албанія та Хорватія з травня 2002 року по квітень 2009 року, Чорногорія з грудня 2009 року по червень 2017 року та Північна Македонія з квітня 1999 року по березень 2020 року, після чого вони вступили до НАТО. Після остаточного процесу приєднання, коли його запросять, передбачається п'ять кроків, що ведуть до підписання протоколів приєднання та прийняття та ратифікації цих протоколів урядами нинішніх членів НАТО.

### Прискорений діалог
Прискорений діалог був вперше запроваджений у квітні 2005 року на неформальній зустрічі міністрів закордонних справ у Вільнюсі (Литва) як відповідь на прагнення України до членства в НАТО та відповідні реформи, що відбувалися за президента Віктора Ющенка, і яка відбулася після підписання 2002 р. НАТО-Україна План дій за його попередника Леоніда Кучми. Ця формула, яка включає обговорення «повного кола політичних, військових, фінансових питань та питань безпеки, що стосуються можливого членства в НАТО…, виникла в саміті в Мадриді 1997 року», де учасники домовились «продовжувати активізований діалог Альянсу з тими країнами, які прагнуть до членства в НАТО або які іншим чином бажають вести діалог з НАТО з питань членства».
У вересні 2006 року Грузія стала другою, якій запропонували Прискорений діалог, після швидкої зміни зовнішньої політики за президента Михайла Саакашвілі, і того, що вони сприйняли як демонстрацію військової готовности під час кризи в Кодорі 2006 року. Чорногорія, Боснія і Герцеговина та Сербія отримали пропозиції на саміті в Бухаресті у квітні 2008 року. Хоча їхні сусіди як просили, так і приймали програму діалогу, пропозиція Сербії була представлена, щоб гарантувати можливість подальших зв'язків з альянсом.

## Майбутнє розширення
| Країни-члени НАТО Країни у процесі приєднання Країни, яким пообіцяли запрошення | Членство не є ціллю Країни не оголошували свої наміри щодо членства |

Боснія і Герцеговина — єдина країна з Планом дій щодо членства, яка разом із Грузією була названа НАТО «країнами-претендентами» на засіданні Північноатлантичної ради 7 грудня 2011 року. Україна була визнана країною-кандидатом після Революції Гідності 2014 року.
| Країна               | Партнерство заради миру | Індивідуальний план з партнерства | Прискорений діалог | План дій щодо членства |
| -------------------- | ----------------------- | --------------------------------- | ------------------ | ---------------------- |
| Боснія і Герцеговина | Грудень 2006            | Вересень 2008                     | Квітень 2008       | Грудень 2018           |
| Грузія               | Березень 1994           | Жовтень 2004                      | Вересень 2006      |                        |
| Україна              | Лютий 1994              | Листопад 2002                     | Квітень 2005       | Не потрібний           |

### Боснія і Герцоговина
Бомбардування НАТО в Боснії та Герцеговині в 1995 р. було спрямоване на армію боснійських сербів і разом з міжнародним тиском призвело до розв'язання Боснійської війни та підписання Дейтонської угоди в 1995 році. З того часу НАТО очолювала Сили реалізації та Стабілізаційні сили, і інші миротворчі зусилля в країні. Боснія і Герцеговина приєдналася до програми «Партнерство заради миру» у 2006 році та підписали угоду про співпрацю у галузі безпеки в березні 2007 року.
Боснія і Герцеговина розпочала подальшу співпрацю з НАТО в рамках їхнього Індивідуального плану дій щодо партнерства в січні 2008 року. Потім країна розпочала процес Інтенсифікованого діалогу на саміті в Бухаресті 2008 року. Цю країну запросили приєднатися до Адріатичної хартії кандидатів у НАТО у вересні 2008 року.
Федерація Боснії та Герцеговини в складі Боснії та Герцеговини висловила готовність вступити до НАТО, однак, вона стикається з постійним політичним тиском з боку Республіки Сербської, іншого політичного утворення в країні, поряд зі своїми партнерами в Російської Федерації. 2 жовтня 2009 року боснійський член Президентства Харіс Сілайджіч оголосив офіційну заявку на План дій щодо членства. 22 квітня 2010 р. НАТО погодилося розпочати План дій щодо членства в Боснії та Герцеговині, але з певними умовами. Вважається, що Туреччина є найбільшим прихильником членства в Боснії та сильно вплинула на рішення.
Однак умови ПДЧ передбачали, що жодна Щорічна національна програма не може бути розпочата, поки 63 військові об'єкти не будуть передані з політичних підрозділів Боснії центральному уряду, що є однією з умов закриття УВП. Керівництво Республіки Сербської виступило проти цієї передачі як втрата автономії. Усе рухоме майно, включаючи всю зброю та інше армійське спорядження, повністю зареєстроване як власність країни, починаючи з 1 січня 2006 року. Рішенням Конституційного суду Боснії та Герцеговини від 6 серпня 2017 року було вирішено, що спірний військовий об'єкт у Хан-Пієсаку бути зареєстрованою як власність Боснії та Герцеговини. Очікується, що це стане прецедентом для всіх інших подібних об'єктів, і, отже, може стати остаточним фактором, який дозволить активувати ПДЧ для Боснії. Попри те, що все нерухоме майно не повністю зареєстроване, НАТО схвалило активацію Плану дій щодо членства в Боснії та Герцеговині та закликало Боснію подати Річну національну програму 5 грудня 2018 року.
Опитування, проведене в серпні 2010 року, показало, що 70 % громадян підтримують членство в НАТО, але результати у двох суб'єктах, що входять до системи, були дуже різними. Хоча 90 відсотків Федерації Боснії та Герцеговини підтримали членство в НАТО, лише 33 відсотки в Республіці Сербській підтримали.
Шанси на вступ до НАТО в Боснії можуть залежати від ставлення Сербії до альянсу, оскільки керівництво Республіки Сербської може не хотіти йти проти сербських інтересів. У жовтні 2017 року Національна асамблея Республіки Сербської прийняла необов'язкову резолюцію проти членства Боснії та Герцеговини в НАТО.

### Грузія
Після Революції троянд у 2003 році Грузія швидко рухалася до пошуку тісніших зв'язків з НАТО. Північний сусід Грузії, Росія, виступив проти більш тісних зв'язків, у тому числі тих, що були висловлені на саміті в Бухаресті 2008 року, де члени НАТО пообіцяли, що Грузія врешті приєднається до організації.
Ускладненнями у відносинах між НАТО і Грузією є наявність російських військових сил на міжнародно визнаній грузинській території в результаті численних недавніх конфліктів, таких як російсько-грузинська війна 2008 року за території Абхазії та Південної Осетії, обидві з яких є велика кількість громадян Російської Федерації. 21 листопада 2011 р. Президент Російської Федерації Дмитро Медведєв, виступаючи перед солдатами у Владикавказі поблизу грузинського кордону, заявив, що вторгнення Російської Федерації у 2008 р. перешкодило подальшому розширенню НАТО на колишній радянський простір.
Необов'язковий референдум у 2008 році призвів до того, що 73 відсотки виборців підтримали вступ до НАТО. У травні 2013 року прем'єр-міністр Грузії Бідзіна Іванішвілі заявив, що його метою було отримати від НАТО План дій щодо членства (ПДЧ) для своєї країни в 2014 році. У червні 2014 року дипломати НАТО припустили, що хоча ПДЧ є малоймовірним, пакет «посилення співпраці» угоди були можливим компромісом. Андерс Фог Расмуссен підтвердив, що це може включати нарощування військового потенціалу та підготовку збройних сил.
У вересні 2019 року міністр закордонних справ Російської Федерації Сергій Лавров заявив, що «наближення НАТО до наших кордонів є загрозою для Російської Федерації». Він цитував слова, що якщо НАТО прийме членство Грузії зі статтею про колективну оборону, яка охоплює лише територію, керовану Тбілісі (тобто, за винятком грузинських територій Абхазії та Південної Осетії, обидві з яких зараз є невизнаними республіками, що відокремлюється, за підтримки Російської Федерації) «ми не почнемо війни, але така поведінка підірве наші відносини з НАТО і з країнами, які прагнуть вступити в альянс».
29 вересня 2020 року Генеральний секретар НАТО Єнс Столтенберг закликав Грузію використовувати всі можливості для наближення до Альянсу та прискорення підготовки до членства. Столтенберг наголосив, що на початку цього року члени Альянсу домовились про подальше зміцнення партнерства між НАТО та Грузією. За його словами, НАТО вітає прогрес, досягнутий Грузією у проведенні реформ, модернізації збройних сил та зміцненні демократії. Варто зазначити, що до цього часу заклики Грузії до членства у таких формулюваннях не фігурували в риториці Генерального секретаря Альянсу. Водночас НАТО визнає прагнення Грузії до членства в Альянсі, як у випадку з Україною.
Наразі Грузія навряд зможе або взагалі буде намагатися вступити у НАТО, оскільки там владу узурпував прокремлівський Міхеїл Кавелашвілі.

### Україна
Україна встановила зв'язки з альянсом з Планом дій Україна — НАТО 22 листопада 2002 і приєдналася до ініціативи НАТО «Партнерство заради миру» у лютому 2005[./Розширення_НАТО#cite_note-FOOTNOTEYekelchyk2007202-78 [78]][./Розширення_НАТО#cite_note-FOOTNOTEYekelchyk2007202-78 [78]] Потім у квітні 2005 р. Україна взяла участь у програмі Інтенсифікованого діалогу з НАТО.

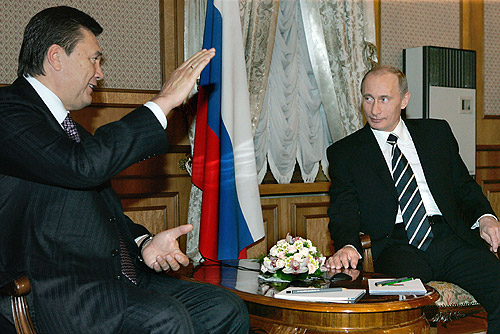
Як президент Віктор Янукович прагнув до більш тісних відносин з Росією.

У березні 2008 року за президентства України Віктора Ющенка та прем'єр-міністра Юлії Тимошенко Україна надіслала офіційний лист-заявку на План дій щодо членства (ПДЧ), що є першим кроком до вступу до НАТО. Однак ці лідери гарантували свою опозицію щодо того, що членство в будь-якому військовому союзі не пройде без громадського схвалення на референдумі. Ця ідея отримала підтримку з боку ряду лідерів НАТО, особливо з країн Центральної та Східної Європи. Російські лідери, такі як прем'єр-міністр та новообраний президент Дмитро Медведєв, чітко заявили про свою протидію членству в Україні, і до початку саміту в Бухаресті у квітні 2008 року їхній емісар активно лобіював проти українського ПДЧ. Після певних дебатів між членами саміту Генеральний секретар НАТО Яап де Хооп Схеффер заявив на пресконференції, що Україна разом із Грузією коли-небудь приєднається до НАТО, але жоден з них не почне Плани дій щодо членства. На цьому саміті президент Російської Федерації Володимир Путін у своїй останній міжнародній промові перед зміною роботи з Медведєвим перерахував свої скарги на НАТО і назвав членство України «прямою загрозою» для своєї країни.
Вибори 2010 року повернули Віктора Януковича до влади і ознаменували перелом у відносинах України з НАТО. У лютому 2010 року він заявив, що відносини України з НАТО зараз є «чітко визначеними» і що «не йдеться про вступ України до НАТО». За його словами, питання членства України в НАТО може «колись виникнути, але ми не побачимо його найближчим часом». Під час візиту до Брюсселя в березні 2010 року він також заявив, що статус України як члена програми роз'яснювальної роботи альянсу не зміниться. Пізніше під час поїздки до Москви він повторив, що Україна залишатиметься «європейською, позаблоковою державою». Потім, 3 червня 2010 року, український парламент проголосував за виключення мети «інтеграції в євроатлантичну безпеку та членство в НАТО» із стратегії національної безпеки країни у законопроєкті, розробленому самим Януковичем. Законопроєкт забороняв членство України в будь-якому військовому блоці, але дозволяв співпрацювати з такими альянсами, як НАТО.

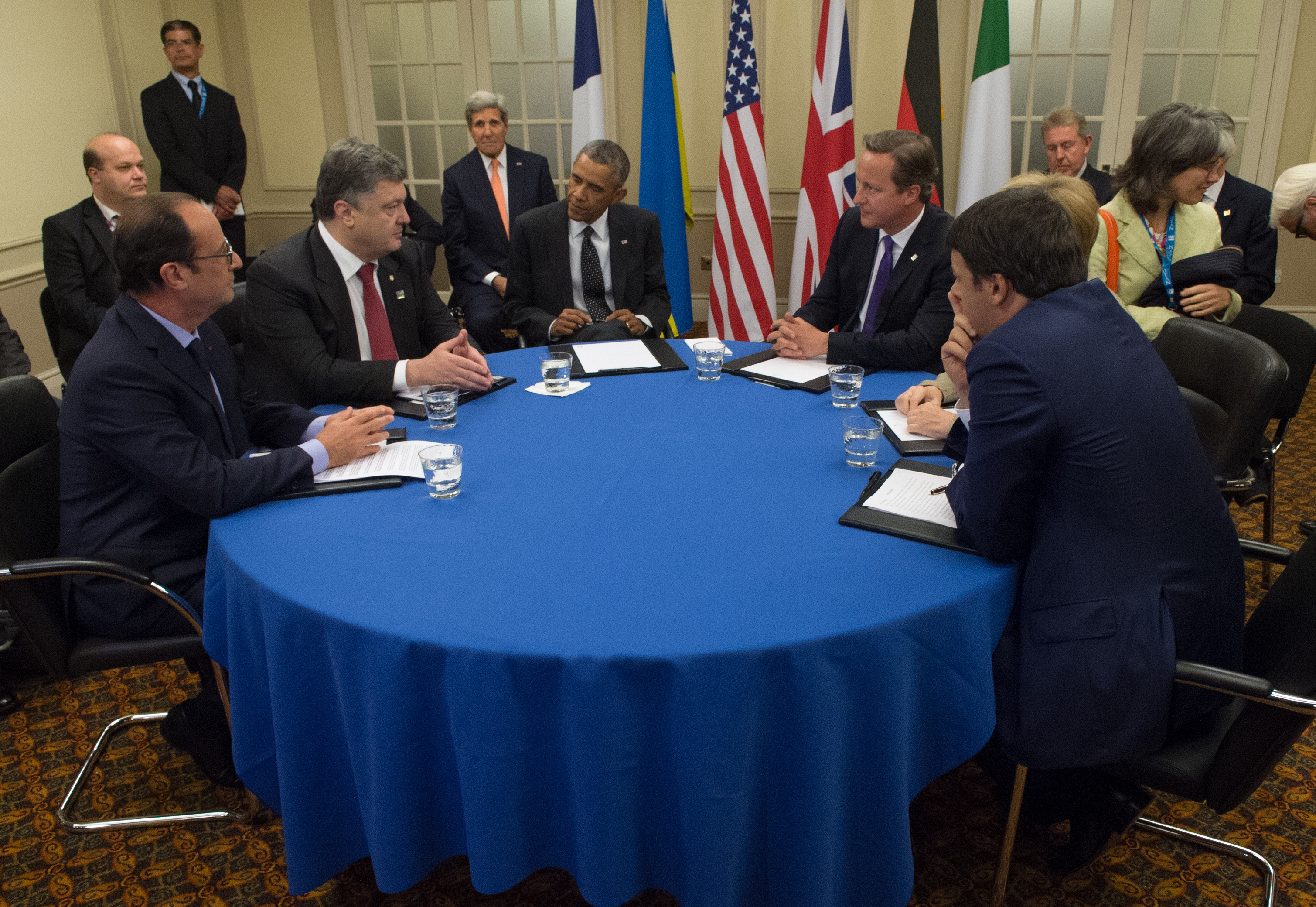
Петро Порошенко був обраний президентом України в 2014 році і зустрівся з лідерами НАТО до саміту у Валії, де було обговорено відносини з альянсом.

Після місяців вуличних акцій протесту на Євромайдані, які розпочались через його відмову підписати Угоду про асоціацію з Європейським Союзом на користь угод з Росією, президент Янукович втік з Києва в лютому 2014 року, зрештою, до Російської Федерації, і парламент проголосував за його усунення з посади. Це призвело до чергових змін в напрямку асоціації України з Європою та, по суті, з НАТО. У 2014 році на сході України сталися проросійські заворушення, а Крим був анексований Російською Федерацією в березні. В рамках зусиль для заспокоєння зацікавлених груп новостворений прем'єр-міністр Арсеній Яценюк звернувся до цієї теми у своїй промові 18 березня 2014 року, наголосивши, що Україна не прагне вступу до НАТО. Президент США Барак Обама повторив цю позицію наступного тижня, закликаючи до більшої присутності НАТО у Східній Європі.
Однак у відповідь на російське військове втручання в Україну Яценюк заявив про свої наміри відновити заявку на інтеграцію до НАТО 29 серпня 2014 року, а в грудні 2014 року парламент України проголосував за скасування позаблокового статусу, прийнятого ним у 2010 році. Генеральний секретар Андерс фог Расмуссен заявив, що членство в НАТО все ще залишається варіантом для України, а підтримка членства в НАТО зросла до 64 відсотків в підконтрольній уряді Україні згідно з опитуванням, проведеним у липні 2015 року. Попередні опитування показали, що зменшення опозиції до членства пов'язане з довготривалим втручанням Російської Федерації.
8 червня 2017 року Верховна Рада України проголосила мету членства України в НАТО. У липні 2017 року президент Петро Порошенко заявив, що буде домагатися початку переговорів щодо Плану дій щодо членства в НАТО.

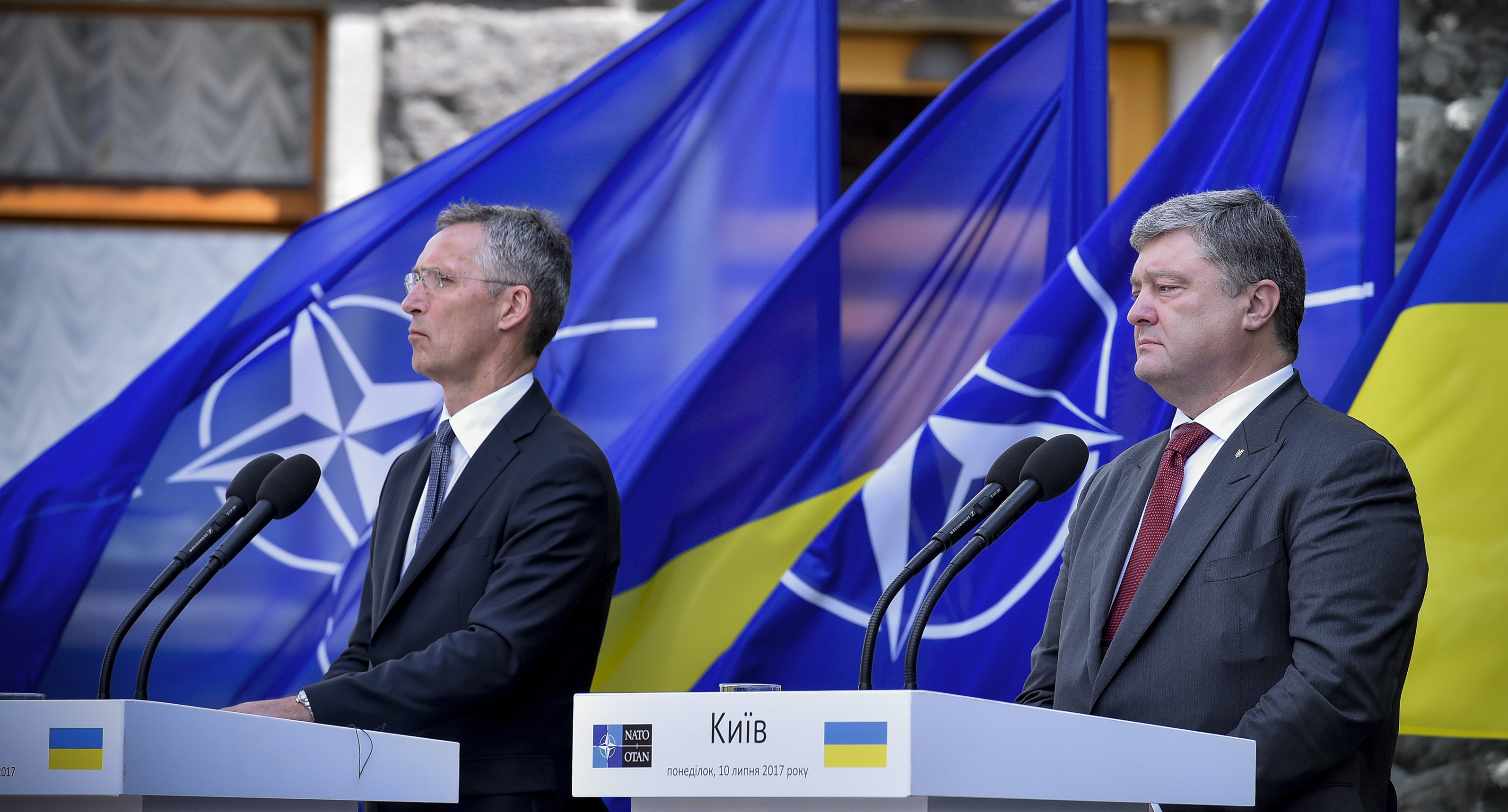
Порошенко Петро Олексійович був обраний президентом України в 2014 році і неодноразово зустрічався з лідерами НАТО щодо відносин України з альянсом.

У березні 2018 року НАТО визнало Україну країною аспірантом НАТО. 20 вересня 2018 року український парламент затвердив поправки до конституцій, які закріпили євроатлантичний і європейський курс України.
8 жовтня 2020 року під час зустрічі з прем'єр-міністром Борисом Джонсоном у Лондоні президент Володимир Зеленський заявив, що Україні потрібен «План дій щодо членства в НАТО», оскільки членство в НАТО сприятиме безпеці та обороні України.
9 лютого 2021 року прем'єр-міністр України Денис Шмигаль заявив, що розраховує, що Україна зможе отримати план дій щодо членства у НАТО одночасно з Грузією. У відповідь, генеральний секретар Альянсу Єнс Столтенберг під час візиту прем'єра Шмигаля до Брюсселя підтвердив, що Україна є кандидатом на вступ до членства в НАТО.
Через кілька тижнів після російського вторгнення в Україну в 2022 році колишній посол США в НАТО Іво Даалдер закликав запропонувати Україні членство в статті, опублікованій в The Atlantic. Після вторгнення заклики до членства України в НАТО загострилися як в Україні, так і в країнах НАТО. У відповідь на вторгнення деякі країни, такі як Фінляндія та Швеція, почали серйозно розглядати питання про вступ до НАТО. 30 вересня 2022 року Україна подала заявку на прискорений вступ до НАТО. Наразі 23 держави підтримали намір України стати членом НАТО, а саме: Болгарія, Бельгія, Данія, Естонія, Італія, Ісландія, Іспанія, Канада, Латвія, Литва, Нідерланди, Німеччина, Норвегія, Польща, Португалія, Румунія, Словаччина, Словенія, Фінляндія, Франція, Чехія, Чорногорія та Швеція. Дев'ять із них випустили спільну заяву, в якій підтвердили рішення саміту НАТО у Бухаресті у 2008 році щодо майбутнього членства України.
Наразі Україна навряд зможе вступити у НАТО, оскільки Дональд Трамп ще до процесу перемовин відкинув таку можливість.

## Дебати щодо членства

### Західно-центральна Європа

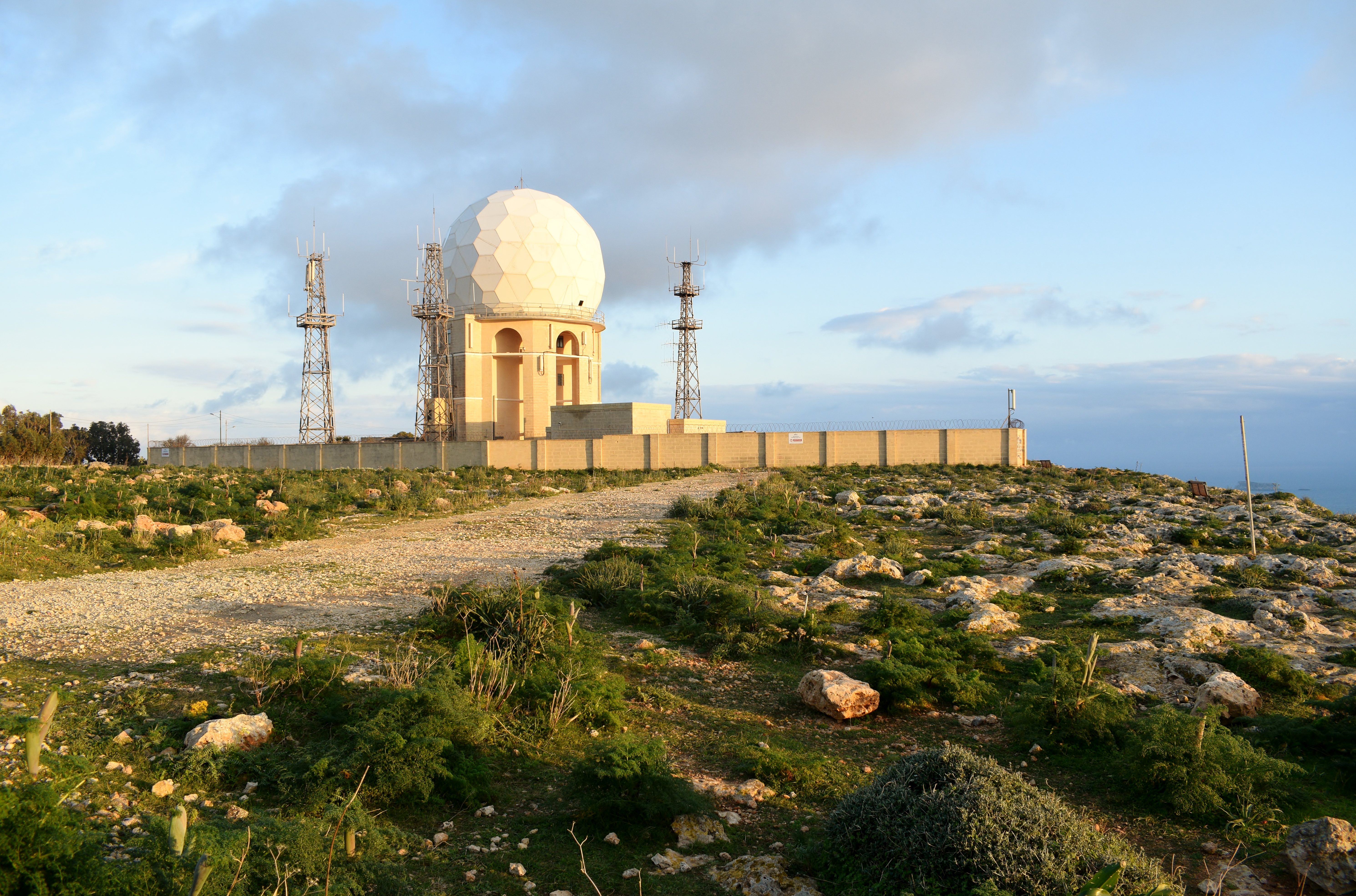
НАТО використовує радіолокаційні засоби на Мальті, яка, як і інші європейські держави, що не є членами НАТО, має в цілому відносини співпраці з організацією.

Австрія, Ірландія, Мальта та Швейцарія займали позиції нейтралітету під час холодної війни. Чотири країни зберегли цю позицію після закінчення «холодної війни», і всі вони тепер є членами «Партнерства заради миру». Усі, крім Швейцарії, тепер є членами Європейського Союзу.
Кіпр є членом Європейського Союзу, але це єдина країна, яка не є членом Партнерства заради миру. Будь-який договір щодо Кіпру блокується Туреччиною через кіпрську суперечку.
Російське вторгнення в Україну 2022 року розпалило дебати навколо членства в НАТО в кількох країнах, і уряди Швеції та Фінляндії перейшли на позиції підтримки вступу.

#### Австрія
Відсутність Австрії у Союзі походить від її довготривалого нейтралітету. У 1955 році, коли останні іноземні війська залишили Австрію через десятиліття після закінчення Другої світової війни, парламент прийняв конституційний закон про нейтралітет Австрії, який зобов'язував країну мати постійний нейтральний статус. Закон закріплював окремі положення Державного договору Австрії, підписаного урядом і представниками союзних сил, що відкривало шлях для виходу іноземних армій з країни. Договір, своєю чергою, значною мірою базувався на Московському меморандумі, підписаному між Австрією та Радянським Союзом у 1955 році. Москва встановила постійний нейтралітет Австрії як умову угоди. Згідно з Договором, Австрія не може приєднатися до військового союзу, дозволити створення іноземних військових баз у межах своїх кордонів або брати участь у війні. За словами міністра закордонних справ Австрії Олександра Шалленберга, Австрія рада співпрацювати з НАТО, але нейтралітет закріпився в свідомості громадськости. Згідно з опитуванням австрійського прес-агентства APA, люди в Австрії залишаються проти членства в НАТО, лише 14 % австрійців виступають за вступ до НАТО, тоді як 75 % відкидають цю ідею. Тим не менш, альпійська країна є членом організації НАТО «Партнерство заради миру» (ПЗМ), що сприяє двосторонньому співробітництву. Австрія також бере участь у Раді євроатлантичного партнерства НАТО (РЄАП), форумі для діалогу та консультацій з політичних питань та питань безпеки в євроатлантичному регіоні. Австрійські військові також беруть участь в миротворчих операціях Організації Об'єднаних Націй і наразі мають дислокацію в кількох країнах, включаючи Косово (273 солдата), Ліван (182) та Боснію і Герцеговину (174). Членство в НАТО має своїх прихильників в Австрії, зокрема правоцентристських, і їх позиція була зміцнена війною Російської Федерації проти України. Андреас Хол, гранд консервативної Народної партії та її кандидат у президенти у 2016 році, стверджував у нещодавній статті, що український випадок показав, як «нейтральна чи позаблокова держава залишається самотньою, коли на неї нападають. Ніхто не поспішає їй на допомогу». За його словами, лише ті, хто є частиною військового альянсу, будуть захищені. Австрія «мусить обирати між членством в НАТО або співробітництвом з армією ЄС».

#### Ірландія

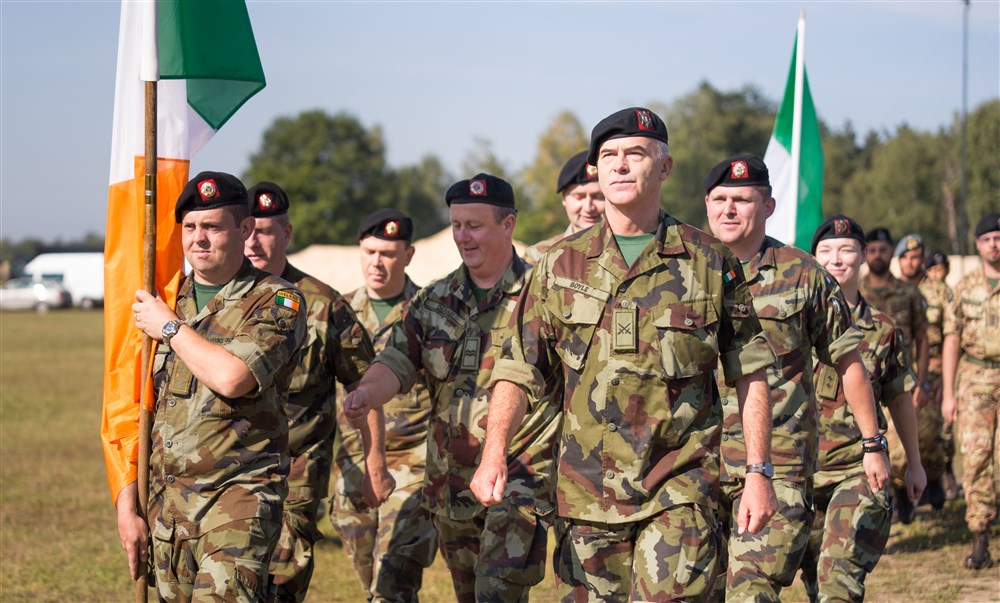
Наразі Ірландія не прагне приєднатися до НАТО, але працює над покращенням оперативної сумісності Сил оборони з НАТО.

Ірландія є членом програми НАТО «Партнерство заради миру» (ПЗМ) та Ради євроатлантичного партнерства (РЄАП) з 1999 року, але має традиційну політику військового нейтралітету. Ірландія бере участь у процесі планування та перегляду ПЗМ альянсу (PARP), метою якого є підвищення оперативної сумісності ірландських військових, оборонних сил з іншими державами-членами НАТО та приведення їх у відповідність до прийнятих міжнародних стандартів з метою успішного розгортання з іншими професійні військові сили для миротворчих операцій за кордоном. Ірландія поставила невелику кількість військовослужбовців Міжнародним силам сприяння безпеці (МССБ) під керівництвом НАТО в Афганістані (2001—2014 рр.) І підтримує постійні сили, очолювані НАТО (КФОР).
У даний час жодна велика політична партія в Ірландії повністю не підтримує вступ до НАТО, що відображає думку громадськості та засобів масової інформації в країні. Є низка політиків, які підтримують вступ Ірландії до НАТО, в основному, в рамках правоцентристської партії «Fine Gael», але більшість політиків досі цього не роблять. Націоналістична партія Шінн Фейн запропонувала конституційну поправку, яка забороняє країні вступати до такого військового союзу, як НАТО, але законодавство не змогло прийняти Даїл Еріан у квітні 2019 року. Широко розуміється, що референдум потрібно провести до того, як бути нейтральним або вступити до НАТО. Колишній генеральний секретар НАТО Андерс Фог Расмуссен під час візиту до країни в 2013 році заявив, що Ірландії «відкриті двері» для вступу в НАТО в будь-який час. Опитування, проведене на початку березня 2022 року, показало, що 37 % підтримують вступ до НАТО і 52 % — проти, тоді як опитування наприкінці березня 2022 року показало різке зростання схвалення: 48 % підтримують членство в НАТО і 39 % — проти.

### Східна Європа
Радянський Союз був головним ідеологічним противником НАТО під час холодної війни. Після його розпаду багато пострадянських держав посилили свої зв'язки із західними інституціями, в тому числі з проханням приєднатися до НАТО. Російська Федерація, Вірменія, Білорусь і Казахстан є членами Організації Договору про колективну безпеку (ОДКБ), альтернативного військового альянсу. Азербайджан був членом ОДКБ, але з 1999 року дотримується політики нейтралітету. У 2000 році президент Російської Федерації Володимир Путін висунув ідею потенційного приєднання до НАТО. Однак ці перспективи нікуди не поділися, і він почав розвивати антинатовські настрої та відверто дотримується ворожих поглядів щодо НАТО сьогодні. У 2009 році російський посланець Дмитро Рогозін не виключав вступу до НАТО в якийсь момент, але заявив, що Російська Федерація зараз більше зацікавлена в тому, щоб очолити коаліцію як велика держава.

#### Білорусь
Білорусь приєдналася до програми НАТО «Партнерство заради миру» в 1995 році. Білорусь брала участь в програмі індивідуального партнерства НАТО з 1997 року без вступу до НАТО. З 1998 р. Білорусь має власне дипломатичне представництво у НАТО.
Білорусь сприяла місії НАТО в Афганістані (ISAF) у повітряному просторі. Білорусь вперше почала співпрацювати з НАТО при підписанні документів участі у Партнерстві заради миру в 1995 році. Однак, Білорусь не вступила в НАТО, тому що є членом Організації Договору про колективну безпеку під патронатом Російської Федерації, а Договори безпеки з НАТО регулюють обмін секретною інформацією, що зачіпає інтереси суверенних держав. Напруженість у відносинах між НАТО і Білоруссю досягла піку після президентських виборів у Білорусі у березні 2006 р.. Білорусь стала рухатись у російському напрямку політики з метою побудови єдиного союзу двох держав. Відносини Білорусі з країнами—членами ЄС та НАТО ускладнилися. Євросоюз і США заборонили в'їзд у свої країни членам білоруського уряду після енергетичного конфлікту з Російською Федерацією наприкінці 2006 р. офіційний Мінськ зробив спробу змін зовнішньої політики Але НАТО сприяло виконанню Білоруссю ліквідації озброєнь, що було успішно завершено у грудні 2006 р.: знищено 700 000 одиниць озброєння. Що було важливим кроком Білорусі до виконання зобов'язань щодо Оттавської конвенції.
Білорусь офіційно заявила про приєднання до натівського процесу 19 січня 2004 р., і в січні 2006 р. Білорусь і НАТО затвердили перший пакет документів про партнерство, що містить 21 мету (9 загальних цілей, 7 сухопутних, 5 військово-повітряних), а також оцінний документ. Це дозволило завершити процедуру приєднання Білорусі до програми НАТО.
У 2008—2009 рр. стосунки НАТО та Білорусі були обережнішими через міжнародно визнаних політичних в'язнів, обмеження робочих візитів на Празький саміт у травні 2009 р. по «Східному партнерству». Високопосадовець НАТО мав перший візит високого рівня до Мінська за багато років у грудні 2008 р.. У 2009 р. на форумі безпеки НАТО брав участь білоруський начальника штабу Міністерства оборони Білорусі. Домовилися продовжувати роботу між відповідними експертами.
Згодом у 2010 р. Білорусь стала партнером НАТО серед 22. Це стосується і модернізації, реструктуризації Збройних Сил Білорусі за програмою індивідуального партнерства з НАТО, програми НАТО з Білоруссю. Виявлення потреб в реформуванні та додаткової підготовки сил і засобів, виділених партнерами для участі в програмі. Білорусь також є членом планування та аналізу (ППА), в якому підкреслюється шлях поліпшення сумісності та розробки відповідних можливостей підвищення національної оборони Білорусі. НАТО забезпечувало експертизу та консультації як досягти цього. Білорусь внесла важливий внесок у справу зміцнення міжнародної, регіональної та національної безпеки й стабільності в Європі.
У 2014 р. після Кримської кризи в Україні відбувся візит у штаб-квартиру НАТО в Брюсселі делегації Білорусі на чолі з начальником управління міжнародного військового співробітництва Міністерства оборони Білорусі. Кожна держава будує стосунки з НАТО окремо за формулою «НАТО + 1». Узгоджено партнерство Білорусі з НАТО на 2014—2015 роки в рамках «Процесу планування» та оцінки сил програми «Партнерство заради миру», та перспективи розвитку співробітництва Білорусі з НАТО. Дотримуючись дипломатичного протоколу відбуваються регулярні контакти білоруських дипломатів з представниками НАТО (лат. persona grata).
Членство Білорусі в НАТО підтримується частиною білоруської опозиції. У серпні 2020 році Олександр Лукашенко заявляв про нібито можливість нападу НАТО на Білорусь, й навіть привів у готовність війська на своїх західних кордонах. На що кандидатка на президентських виборах 2020 року Світлана Тихановська заявила, що Лукашенко просто залякує білорусів. Світлана Тихановська зустрілася з віцепрезидентом Парламентської асамблеї НАТО Карлом Ламерсом. Через деякий час вона заявила, що в Білорусі є свій особливий шлях розвитку, і, що Білорусь не буде «сваритися з Росією, але також і з Європою, США, НАТО».

#### Косово

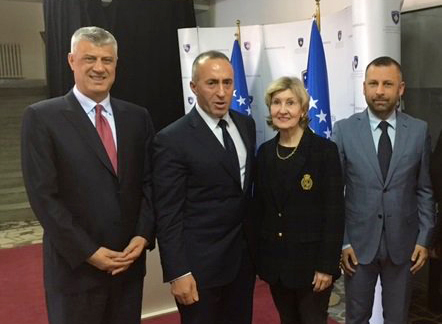
Зустріч президента Хашима Тачі з послом США в НАТО в штаб-квартирі НАТО у 2017 році

За словами міністра закордонних справ Енвера Ходжая, інтеграція з НАТО є пріоритетом для Косово, яке проголосило незалежність від Сербії у 2008 році. У 2014 році Ходжадж заявив, що мета країни — стати членом НАТО до 2022 року. Однак чотири країни-члени НАТО — Греція, Румунія, Іспанія та Словаччина — не визнають незалежність Косова. Членство в ООН, якого Косово не має, вважається необхідним для членства в НАТО.
У грудні 2018 року прем'єр-міністр Косова Рамуш Харадінай заявив, що Косова подасть заявку на членство в НАТО після формування збройних сил Косова. У лютому 2022 року, під час російського вторгнення в Україну 2022 року, міністр оборони Арменд Мехадж звернувся з проханням про постійну військову базу США в країні та прискорити процес вступу до організації, посилаючись на «негайну потребу гарантувати мир, безпеку та стабільність на Заході». Балкани". 3 березня 2022 року парламент Косово прийняв резолюцію з вимогою до уряду «вжити всіх необхідних кроків для приєднання до НАТО, Європейського Союзу, Ради Європи та інших міжнародних організацій».

#### Молдова
Конституція Молдови забороняє країні приєднуватися до військового союзу, проте деякі політики, такі як колишній міністр оборони Молдови Віталіе Марінуня, пропонують вступити до НАТО в рамках розширеної європейської інтеграції. Молдова приєдналася до програми «Партнерство заради миру» в НАТО в 1994 році та ініціювала Індивідуальний план дій щодо партнерства в 2010 році. Після анексії Криму Росією у 2014 році, представники НАТО попередили, що Російська Федерація може докласти зусилля про приєднання Придністров'я, відколотого молдавського регіону. Це сепаратистське питання може перешкодити Молдові вступити до НАТО.

#### Сербія

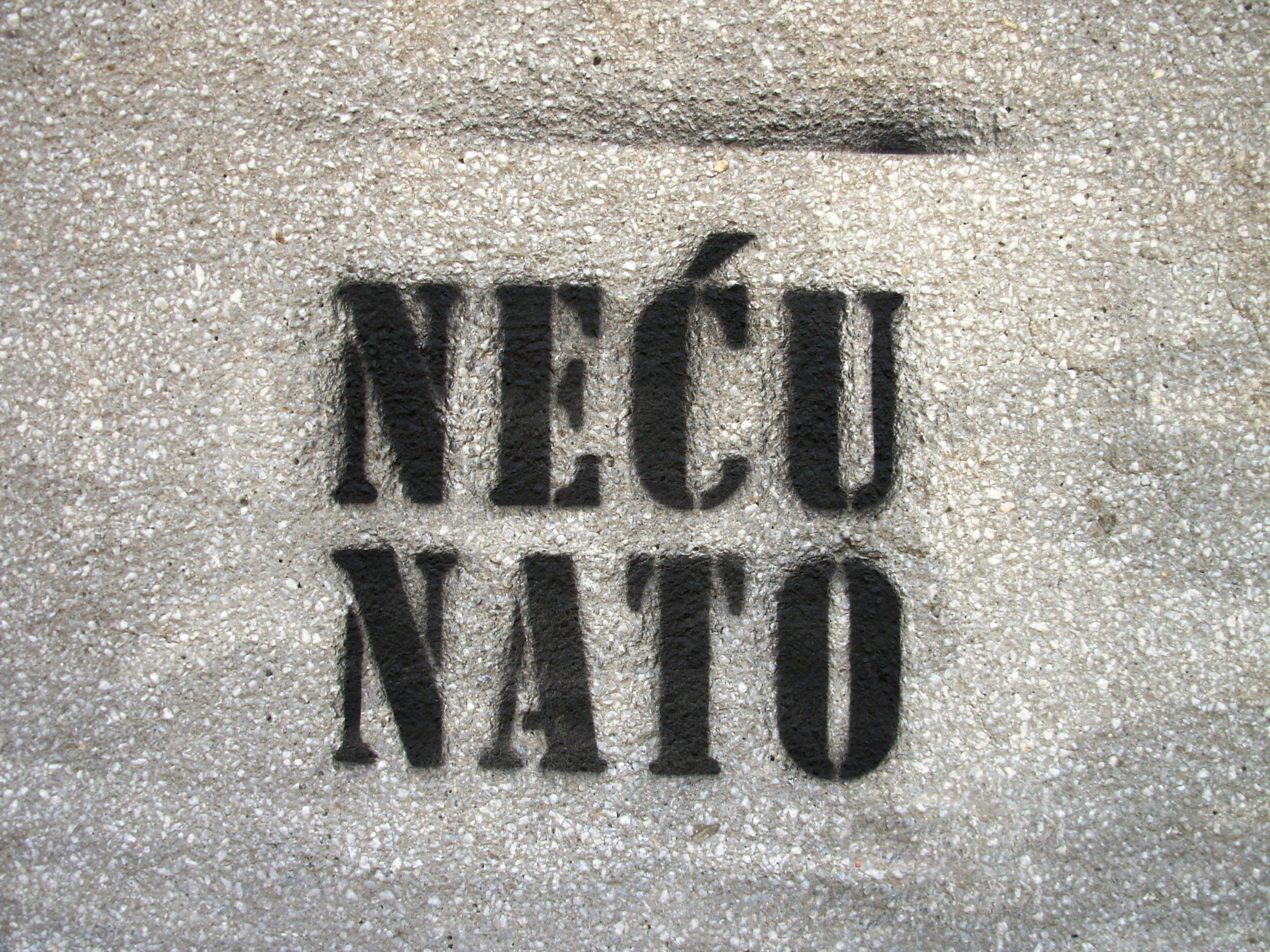
«NEĆU NATO (Не хочу НАТО)» графіті проти НАТО в Белграді

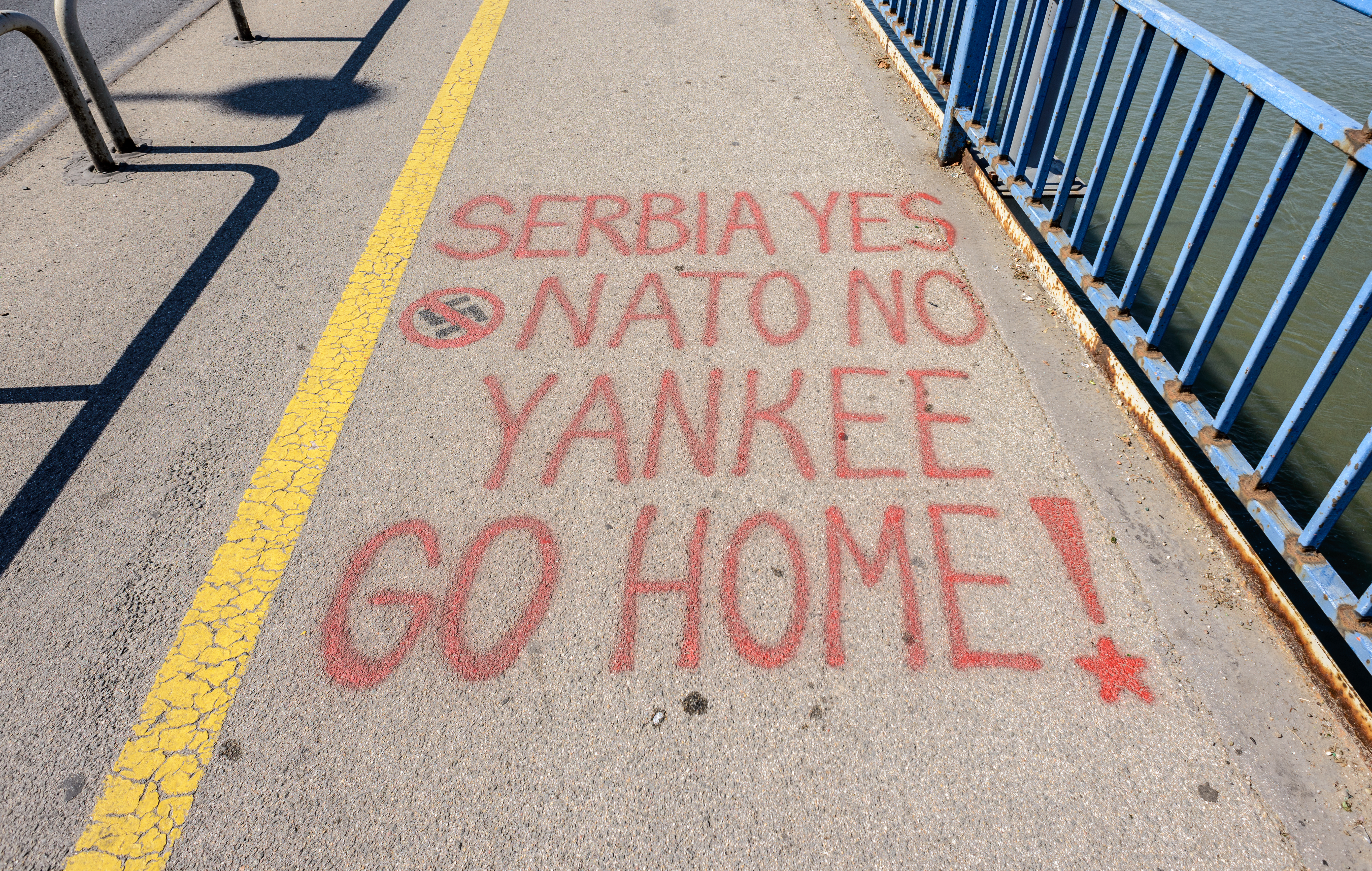
Антинатовське графіті на вулиці в Нові-Саді

Втручання НАТО в Боснію та Герцеговину в 1992 році та бомбардування НАТО в Югославії в 1999 році призвели до напружених відносин між Сербією та НАТО. Відносини були ще більше напруженими після проголошення Косово незалежності в 2008 році під час протекторату ООН при підтримці безпеки з боку НАТО. Однак, Сербію запросили та додали до програм «Партнерство заради миру» під час Ризького саміту 2006 року, а в 2008 році запросили взяти участь у програмі посиленого діалогу, коли країна буде готова.
Парламент Сербії у 2007 році ухвалив рішення, яким проголосив військовий нейтралітет до тих пір, доки з цього питання не відбудеться референдум. 1 жовтня 2008 року сербський міністр оборони Драґан Шутановац підписав Угоду про обмін інформацією з НАТО, що є однією з передумов для зовнішніх членів у програмі «Партнерство заради миру». У квітні 2011 року Сербія подала проєкт IPAP у травні 2013 р. Угода була остаточно затверджена 15 січня 2015 року.
Опитування CeSID у червні 2015 року, проведене за підтримки «Агентства США з міжнародного розвитку» (USAID), показало, що залишилось лише 12 % готових підтримати членство в НАТО проти 25 % у 2012 році, а 73 % громадян Сербії виступили проти. Незначні «Ліберально-демократична партія» та «Сербський рух оновлення» залишаються усіма голосними політичними партіями, які виступають за членство в НАТО. Хоча Сербія прагне вступити до Європейського Союзу, Сербія може зберегти військовий нейтралітет, не вступаючи до НАТО.

### Інші держави
Росія, Вірменія, Білорусь та Казахстан є членами Організації договору про колективну безпеку (ОДКБ), альтернативного військового союзу. У 2009 році російський посланник Дмитро Рогозін в якийсь момент не виключив приєднання до НАТО, але заявив, що зараз Російська Федерація більше зацікавлена в очоленні коаліції як великої держави. Азербайджан дотримується політики нейтралітету, але не виключає врешті-решт вступу до НАТО.
Деякі особи пропонують розширити НАТО за межами Європи, хоча для цього потрібно буде внести зміни до статті 10 Північноатлантичного договору. Крістофер Сендс з Інституту Гадсона запропонував членство Мексики в НАТО з метою посилення співпраці НАТО з Мексикою та розробки «північноамериканського стовпа» для регіональної безпеки. У червні 2013 року президент Колумбії Хуан Мануель Сантос заявив, що сподівається, що співпраця Колумбії з НАТО може призвести до членства в НАТО, хоча його міністр закордонних справ Хуан Карлос Пінзон швидко пояснив, що Колумбія активно не прагне до членства в НАТО. Іво Далдер і Джеймс Голдгаєр запропонували «глобальне НАТО», яке включатиме демократичні держави з усього світу, включаючи Австралію, Нову Зеландію, Японію, Південну Корею, Бразилію, Південну Африку та Індію, тоді як кандидат у президенти від Республіки від Реді Джуліані запропонував розширити НАТО, включаючи Сінгапур, Ізраїль, Австралію, Індію та Японію.
20 березня 2019 року президент США Дональд Трамп заявив, що зробить Бразилію головним союзником, що не входить до НАТО, на зустрічі з президентом Бразилії Жаїром Болсонаром в Білому домі. Під час спільної прес-конференції президент Трамп висловив підтримку можливому вступу Бразилії до НАТО. Однак, Франція відхилила пропозицію, стверджуючи, що стаття 10 договору обмежує географію членства в європейських країнах.
Внутрішнє розширення — це процес нових держав-членів, що виникає в результаті розпаду чи відокремлення існуючої держави-члена. Всередині держав-членів існував і існує ряд активних сепаратистських рухів. На своїй конференції в 2012 році Шотландська національна партія погодилася, що вона бажає, щоб Шотландія зберегла членство в НАТО, якщо вона стане незалежною від Сполученого Королівства.

9 січня 2020 року Дональд Трамп згадав, що альянс повинен розширитися на Близький Схід до таких країн, як Ізраїль, Йорданія, Єгипет та Кувейт.

## Заяви путіна щодо обіцянок НАТО не розширюватися на схід
Президент Росії володимир путін неодноразово заявляв, що НАТО обіцяло не розширюватися на схід. Генеральний секретар НАТО Єнс Столтенберг та інші західні лідери спростували твердження диктатора, що НАТО коли-небудь обіцяли Росії не розширюватися на схід. У жодному з офіційних документів не міститься обіцянок НАТО не приймати в свої лави нових членів. Такі обіцянки, якби вони були, суперечили б статуту НАТО. Сам Володимир Путін на пресконференції визнав, що ці наче обіцянки НАТО ніде не були прописані, це були усні заяви. Росія не представила жодних доказів щодо обіцянок НАТО не розширюватися в східному напрямку.
Одночасно НАТО ніколи не припиняли політику «відкритих дверей» для країн, які бажали вступити в НАТО.